# 로렌 공국
로렌 공국(프랑스어: Lorraine [lɔʁɛn] ( 듣기); 독일어: Lothringen [ˈloːtʁɪŋən] ( 듣기)), 원래 오버로렌은 현재 프랑스 북동부에 있는 로렌의 더 큰 현재 지역에 포함된 공국이었다. 수도는 낭시였다.
959년에 로타링기아가 신성 로마 제국의 서쪽 부분인 오버와 로렌의 두 공국으로 분할된 후 설립되었다. 로렌 공국은 빠르게 해체되었고 오버로렌은 단순히 로렌 공국으로 알려지게되었다. 로렌 공국은 부르고뉴 공작과 프랑스 국왕의 탐욕을 받아 잠시 점령되었으나 1473년 이후 로렌가 공작의 지배를 받았다.
1737년, 공국은 폴란드 계승 전쟁의 결과로 왕좌를 잃은 폴란드의 전 국왕 스타니스와프 레슈친스키에게 주어졌다. 그의 죽음에 프랑스 국왕에 떨어질 것이라는 이해와 함께한 스타니슬라우스가 1766년 2월 23일에 사망했을 때 로렌은 프랑스에 합병되었고 로렌과 바로아가 주로 개편되었다.

## 역사

### 로타링기아 왕국
로트링겐 공국의 전신인 로타링기아 왕국은 로타르 2세가 지배하던 카롤링거 계의 독립 왕국이였다. 영역은 카롤링거 제국이 경견왕 루트비히의 세 아들들에게 분할된 베르됭 조약을 통해 843년에 세워진 중프랑크 왕국의 일부였다. 중프랑크 왕국이 로타르 1세에게 할당됐었다. 855년 그의 죽음으로, 왕국은 세 개의 지역으로 더 분열되었고 그 중 하나는 그의 아들인 로타르 2세가 북쪽 지역을 차지했다. 그의 왕국은 남쪽으로는 부르고뉴 백국에서 북해까지 뻗어있는 거대한 영토를 이루게 되었다. 프랑스에서 이 지역을 로렌이라고 아는 반면에 독일에서는 로트링겐(Lothringen)이라고 알려지게 되었다. 한때 로렌에서 사용된 알레만어에서 접미사 잉겐(-ingen)은 땅을 의미하며, 게다가 비유적인 의미에서 로트링겐은 "로타르에게 속하는 땅"이라고 해석된다.
로타르 2세가 후계자 없이 사망하면서, 그의 영토는 870년 메르센 조약으로 동프랑크 왕국과 서프랑크 왕국으로 나뉘었고 마침내 880년 리베몽 조약으로 동프랑크 왕국의 지배를 받게 되었다. 911년 루트비히 유아왕의 죽음으로 동프랑크 카롤링거 왕조가 단절되면서 로타링기아 왕국은 다시 한번 서프랑크 왕국에 속하게 되었지만 925년 독일 왕국의 하인리히 1세에 의해 정복되었다. 942년에 루이 4세는 그의 경쟁 상대 위그 르 그랑와의 분쟁 악화로 로타링기아 왕국에 대한 모든 권리를 포기하였다.

### 오버로트링겐 공국

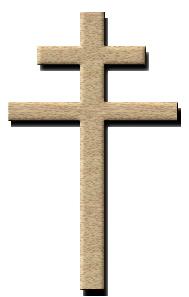
15세기 이래로 로렌의 상징인 로렌 십자

953년 독일왕 오토 1세는 그의 형제 브룬 대공을 로타링기아 공작으로 임명하였다. 959년 브룬은 공국을 상, 하로 나눴으며, 이 분할은 965년 그의 죽음으로 영구적이게 되었다. 오버로트링겐 공국은 하계 상으로 좀 더 상류이며, 내륙이고 남쪽에 위치했었다. 오버로트링겐 공국은 처음에는 헌장과 서술 자료에서 모젤 공국이라고 표기되었으며, 이곳의 공작도 모젤 공작(dux Mosellanorum)이었다. 공식적 기록에서 상로타링기아(Lotharingia Superioris)라는 말의 사용은 15세기 인근 이후에 시작되었다. 초대 공작이자 브룬의 대리인은 브룬의 자매 하드비히 폰 작센의 사위 프리드리히 1세였다.

1000년 경 분열된 로타링기아 왕국
파란색: 알자스를 925년에 수에비에게 넘겨주었다
오렌지색: 오버로트링겐은 928년 이후
초록색: 니더로트링겐은 977년 이후

니더로트링겐 공국은 몇개의 소규모 지역들로 분열되었고 브라반트 공작이 지녔던 "로티에르 공작"이라는 칭호만이 남게 되었다. 모젤 공국이 르네 당주의 소유로 넘어간 후, 다시 한번 "로트링겐 공국"이 채택되었으며, 회고적으로 "오버로트링겐 공국"이라 불렸다. 이 시기 일부 영토들은 룩셈부르크 백국, 트리어 대주교국, 바르 백국, 베르됭과 메츠, 툴 주교국의 삼 주교국등으로 이미 나뉜 상태였다.
신성 로마 제국과 프랑스 왕국 사이의 국경은 중세 내내 상대적으로 안정적인 곳으로 남았었다. 1301년 앙리 3세 드 바르가 프랑스 국왕 필리프 4세에게서 그의 영지(바루아 무방, Barrois mouvant)의 서쪽을 받게 되었다. 1475년 부르고뉴 공작 용담공 샤를이 로트링겐 공국에 전쟁을 벌였지만 결국엔 패배당하고 1477년 낭시 전투에서 전사하고 말았다. 1552년 샹보르 조약에서 반란에 가담한 개신교 제후 중 하나인 작센 선제후 모리츠 폰 작센은 그를 지원해준 대가로 프랑스 국왕 앙리 2세에게 삼 주교국을 넘겨주었다.

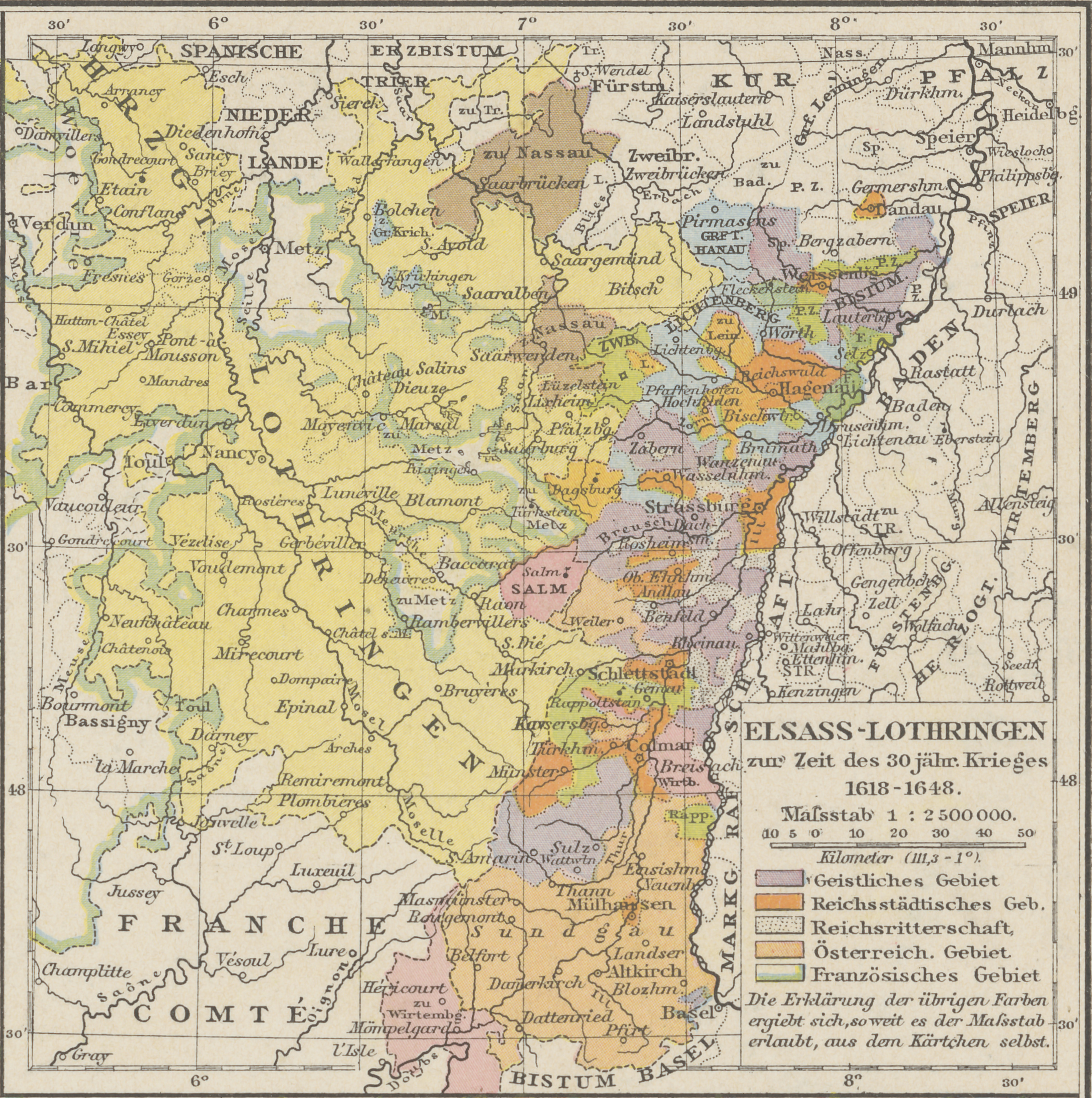
1618-1648

로트링겐 공국의 지도이며(1756년), 현재 행정 구역에 따른 코뮌들을 보여주고 있다.

오늘날의 프로뱅스를 포함한 로렌의 지도(1756년).

17세기 프랑스 국왕은 로트링겐을 탐내기 시작했다. 30년 전쟁 동안 신성 로마 제국의 권위가 하락하는 와중에, 프랑스의 수상 리슐리외 추기경은 1641년에 로트링겐을 차지하라 설득했다. 프랑스는 1648년 베스트팔렌 조약 이후 다시 로트링겐에서 손을 땠지만, 로트링겐 동부에 위치한 알자스의 일부 지역들을 차지했다. 1670년에 프랑스는 침략을 재개하여, 로트링겐 공작 카를 5세를 빈으로 망명가게 했다. 카를은 그곳에서 합스부르크 가문과 깊은 연을 맺게 되었다. 프랑스는 30년간 지배를 해왔으나 1697년에 9년 전쟁을 종식시킨 레이스베이크 조약을 통해 로트링겐을 포기하고 만다. 스페인 왕위 계승 전쟁 동안 수도 낭시를 포함한 로트링겐의 일부가 프랑스에 점령됐지만 로트링겐 공작 레오폴트 1세가 뤼네빌 성에서 통치를 이어갔다.

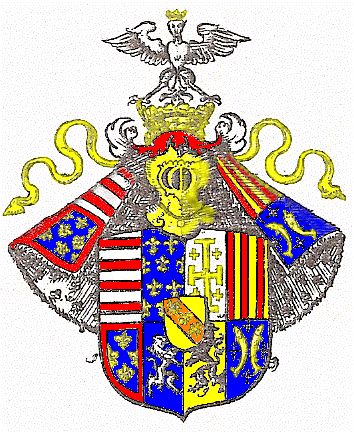
1703년 지브마허 문장서에 따른 로트링겐 공국의 전체 문장

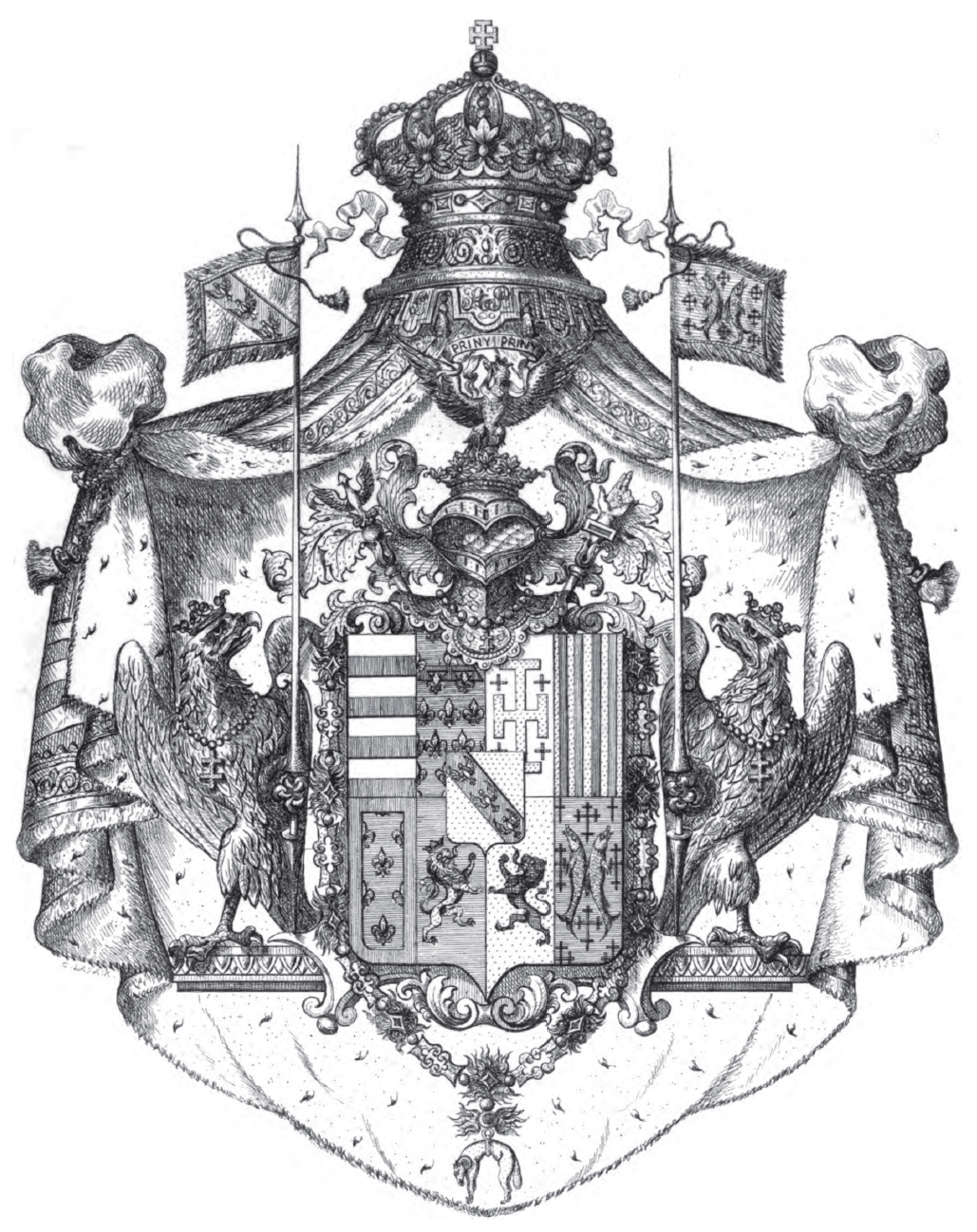
로트링겐 공국의 문장 (1697년)

폴란드 왕위 계승 전쟁 이후인 1737년 로트링겐은 합스부르크 가문과 보데몽의 로트링겐 가문과 프랑스 사이의 동의 일부였다. 로트링겐은 프랑스의 지원에도 불구하고 폴란드 왕위 계승 전쟁에서 러시아와 오스트리아의 지원을 받는 계승자에게 패배한 옛 폴란드의 군주이자 루이 15세의 장인 스타니스와프 레슈친스키에게 주어졌다. 로트링겐 공작 프란츠 슈테판은 황제의 딸 마리아 테레지아와 약혼을 하여, 최근 후계자를 두지 못하여 대가 끊긴 메디치 가문이 통치하던 토스카나 대공국이 주어졌다. 프랑스는 또한 1713년 국사조칙하에서 마리아 테레지아의 합스부르크 가문 상속을 지원하기로 약속했다. 레슈친스키는 그가 사망시에 로트링겐을 프랑스에 주기로 약속한 뒤에 이곳을 받았다. 1766년 2월 23일에 스타니스와프가 사망하자, 로트링겐은 프랑스에 합병되어 프랑스 정부에 의해 행정 구역으로 개편되었다.

## 문화
이 지역에는 2개의 지역어가 남아 있다.
로렌프랑코니아어는 프랑스어로 francique 또는 platt (lorrain)로 알려져 있으며 이 지역의 북부 지역에서 소수의 사람들이 사용하는 서부 중앙 독일어 방언이다. 이것은 이웃한 알자스어와 구별되지만, 두 언어는 종종 혼동된다. 둘 다 공식적인 승인의 형태를 가지고 있지 않다.
로렌어은 그 지역 남부의 소수민족이 사용하는 로망스 방언이다.
공국은 클로드 로렌, 조르주 드 라 투르, 장 르클레르를 포함한 많은 중요한 화가들을 배출했다.
프랑스의 대부분의 지역어(브르타뉴어, 프랑코프로방스어, 옥시타니아어, 알자스어, 카탈루냐어, 바스크어, 플랑드르어)와 마찬가지로 로렌프랑코니아어는 19세기와 20세기에 의무적인 공립학교의 출현으로 프랑스어로 대체되었다.

## 같이 보기
- 로렌의 통치자 목록
- 로렌 지역
- 로타링기아 왕국

## 참고 자료
- Herrick, Linda & Wendy Uncapher. Alsace-Lorraine: The Atlantic Bridge to Germany. Janesville, WI: 2003.
- Hughes, S. P. (2005) "Bilingualism in North-East France with specific reference to Rhenish Franconian spoken by Moselle Cross-border (or frontier) workers."
- Putnam, Ruth. Alsace and Lorraine: From Cæsar to Kaiser, 58 B.C.-1871 A.D. New York: 1915.